# Lyman Hall

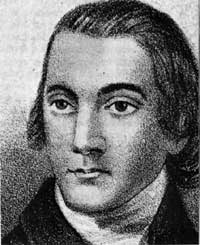
Lyman Hall.

Lyman Hall (* 12. April 1724 in Wallingford, Colony of Connecticut, Kolonie des Königreichs Großbritannien, heute USA; † 19. Oktober 1790 auf seiner Plantage bei Shell Bluff, Burke County, Georgia, USA) unterzeichnete als Vertreter Georgias die Unabhängigkeitserklärung der USA und ist damit einer der Gründerväter der USA.

## Leben
Hall war der Sohn von John Hall und Mary Street. In einer Zeit, in der Verwandtschaft eine große Bedeutung zugemessen wurde, hatte er gute Verbindungen: sein Großvater väterlicherseits John Hall (1670–1730) war Mitglied der Gouverneursrates und ein Richter im Obersten Gerichtshof der Kolonie. Sein Großvater mütterlicherseits war Reverend Samuel Street (Harvard 1664), Wallingfords erster Pastor.
Hall graduierte 1747 am Yale College und studierte bei seinem Onkel Reverend Samuel Hall (1695–1776; Yale 1716) in Cheshire (Connecticut). 1749 wurde er auf die Kanzel der Stratfielder Gemeinde (heute Bridgeport (Connecticut)) berufen. Sein Pastorat war hitzig: eine freimütige Gruppe von Gemeindemitgliedern war gegen seine Berufung; 1751 wurde er nach Anklagen wegen seines moralischen Charakters entlassen, die laut einer Biographie „mit Beweisen und seinem eigenen Geständnis unterstützt wurden“. Er setzte das Predigen zwei weitere Jahre als Aushilfe auf unbesetzten Kanzeln fort, während er Medizin und Pädagogik studierte. Im Jahr 1752 heiratete er Abigail Burr von Fairfield, die im darauf folgenden Jahr starb. 1757 war er wieder verheiratet, zog nach South Carolina und ließ sich als Arzt in Dorchester bei Charleston nieder, einer Gemeinde, die einige Jahrzehnte zuvor von Einwanderern aus Massachusetts gegründet worden war. Als diese Einwanderer in den Midway Distrikt – heute Liberty County – in Georgia zogen, schloss sich Hall ihnen an. Er wurde bald einer der führenden Bürger in der neu gegründeten Stadt Sunbury.

## Politik
Am Vorabend der Amerikanischen Unabhängigkeitsbewegung war die St. Johns Gemeinde in Sunbury eine Brutstätte radikaler Gefühle. Obwohl Georgia nicht von Anfang an im Kontinentalkongress vertreten war, wurde die Gemeinde durch Halls Einfluss davon überzeugt, einen Delegierten nach Philadelphia zu entsenden – Hall höchst selbst. Er erhielt im März 1775 einen Sitz im Kongress, den er bis 1780 behielt. Er war einer der drei Georgianer, die die Unabhängigkeitserklärung der USA unterzeichneten.
Im Januar 1779 wurde Sunbury von den Briten niedergebrannt. Halls Familie floh nach Norden, wo sie bis zum Abzug der Briten 1782 blieb. Hall kehrte nach Georgia zurück und ließ sich in Savannah nieder. Im Januar 1783 wurde er zum Gouverneur des Staates gewählt – und blieb es für ein Jahr. Nach dem Ablauf seiner Amtszeit kehrte er in seine Arztpraxis zurück.
Im Jahr 1790 zog Hall auf eine Plantage in Burke County an der Grenze zu Carolina, wo er im Alter von 67 Jahren starb. Halls Witwe, Mary Osborn starb im November 1793. Sein Sohn John starb ebenfalls bald darauf und hinterließ keine Kinder. Hall County ist nach Lyman Hall benannt. Seine Geburtsstadt Wallingford ehrte Lyman Hall, indem sie eine seiner beiden Highschools nach ihm benannte.